# Trần Nhẫn
Trần Nhẫn (1927 - 2022), là một tướng lĩnh trong Quân đội nhân dân Việt Nam, quân hàm Trung tướng, nguyên Tư lệnh Quân chủng Phòng không (nay là Quân chủng Phòng không Không quân), Hiệu phó Trường Sĩ quan Phòng không, Hiệu trưởng Trường Trung cấp Kỹ thuật Phòng không, Cục phó Cục Kỹ thuật Quân chủng Phòng không Không quân. là Đại biểu Quốc hội khóa 8.

## Thân thế và sự nghiệp
Ông tên thật là Trần Văn Nhẫn, bí danh là Trần Ánh, sinh ngày 2 tháng 8 năm 1927, quê tại thôn Thổ Ốc, xã Nhân Hưng, huyện Lý Nhân, tỉnh Hà Nam.
Sớm lưu lạc vào Nam, trong Cách mạng tháng 8 ông nhập ngũ tham gia bảo vệ Chính quyền Cách mạng non trẻ và là chiến sĩ Giải phóng quân Chi đội Nguyễn Văn Vĩnh tại thành phố Sài Gòn (thành phố Hồ Chí Minh ngày nay).
Tháng 4.1946, ra Bắc là tiểu đội phó thuộc Đại đội Đặc vụ Vệ Quốc đoàn thành phố Hà Nội tham gia cuộc chiến 60 ngày đêm bảo vệ Hà Nội cuối năm 1946 và đầu năm 1947. 
Tháng 4 năm 1947, ông được cử đi học tại Trường Quân chính Chiến khu 2.
Tháng 8 năm 1947, trở về làm Cán sự Dân quân huyện Lạc Thủy rồi Cán sự Tham mưu Huấn luyện của Tỉnh đội Hà Nam.
Năm 1950, ông được điều về làm cán sự Phòng Tham mưu Bộ Tư lệnh Liên khu 3.
Năm 1952, theo học bổ túc Trung sơ cấp Bộ Tổng Tư lệnh.
Năm 1953, sau khi hoàn thành khóa học, ông tham gia bộ đội chủ lực là Đại đội phó Đại đội 530 Tiểu đoàn 154 rồi Đại đội trưởng Đại đội 520 Trung đoàn Sông Lô Anh hùng (E209) trực thuộc Đại đoàn Chiến thắng (F312).
Năm 1954, ông là Tiểu đoàn phó rồi Tiểu đoàn trưởng (9.1950) Tiểu đoàn 154 Trung đoàn Sông Lô Anh hùng của Đại đoàn 312. 
Tháng 9.1955, ông được bổ nhiệm chức vụ Tham mưu phó Trung đoàn 209 Sư đoàn 312.
Tháng 1.1956, chuyển sang làm Tham mưu phó Trung đoàn cao xạ 685, Đại đoàn Phòng không 367 rồi theo học Trường Văn hóa Bộ Tổng Tư lệnh chuẩn bị đi học tại Học viện Pháo binh Lê-nin-grát và Trường Kỹ sư tên lửa Ki-ép thuộc Liên Xô cũ (8.1957). 
Sau khi trở về nước, tháng 10 năm 1963 ông được bổ nhiệm giữ chức vụ Trưởng phòng cao xạ dã chiến Quân chủng Phòng không Không quân
Tháng 6 năm 1964, Trung đoàn trưởng Trung đoàn pháo Phòng không 228 Quân chủng Phòng không Không quân
Tháng 2 năm 1965, Trung đoàn phó Trung đoàn tên lửa Phòng không 238 Quân chủng Phòng không Không quân.
Tháng 5 năm 1965, quyền Trung đoàn trưởng Trung đoàn Tên lửa Phòng không 236 Quân chủng Phòng không Không quân
Tháng 10 năm 1965, Trưởng phòng Tác huấn Bộ Tham mưu Quân chủng Phòng không Không quân
Năm 1967, ông phụ trách Hiệu phó Trường trung cấp Kỹ thuật Phòng không Quân chủng Phòng không Không quân
Tháng 10 năm 1969, được bổ nhiệm chức vụ Cục phó Cục Kỹ thuật Quân chủng Phòng không Không quân
Tháng 6 năm 1970, Hiệu trưởng Trường Trung cấp Kỹ thuật Phòng không Quân chủng Phòng không Không quân rồi Hiệu phó Trường Sĩ quan Phòng không.
Tháng 1 năm 1971, Phó Tư lệnh Sư đoàn Phòng không 363 Quân chủng Phòng không Không quân
Tháng 6 năm 1972, Phó Tư lệnh Sư đoàn Phòng không 361 Quân chủng Phòng không Không quân cho đến 6.1974 là Sư đoàn trưởng. 
Sau khi đất nước hoàn toàn thống nhất, tháng 6 năm 1977 ông được cử giữ chức vụ Phó Tư lệnh kiêm Tham mưu trưởng Quân chủng Phòng không, Đảng ủy viên Quân chủng.
Tháng 9 năm 1979, được cử đi học lớp Bổ túc lý luận Trường Đảng Nguyễn Ái Quốc.
Tháng 8 năm 1980, tiếp tục giữ chức vụ Phó Tư lệnh kiêm Tham mưu trưởng Quân chủng Phòng không, Đảng ủy viên Quân chủng.
Tháng 9 năm 1981, theo học tại Học viện Quân sự cấp cao. Tháng 9.1982 ông được cử đi học tại Học viện Vô-rô-si-lốp (Liên Xô).
Sau khi về nước, tháng 12 năm 1983 ông được bổ nhiệm giữ chức vụ Tư lệnh Quân chủng Phòng không và là Ủy viên thường vụ Đảng ủy Quân chủng
Ngày 1 tháng 11 năm 1995, ông nghỉ hưu.
Ông qua đời ngày 4 tháng 4 năm 2022 tại nhà riêng ở Thành phố Hồ Chí Minh, hưởng thọ 94 tuổi.

## Lịch sử thụ phong quân hàm
| Quân hàm | Tập tin:Vietnam People's Army Major General.jpg | Tập tin:Vietnam People's Army Lieutenant General.jpg |  |  |  |  |  |  |  |  |
| Cấp bậc  | Thiếu tướng                                     | Trung tướng                                          |  |  |  |  |  |  |  |  |
|          |                                                 |                                                      |  |  |  |  |  |  |  |  |

## Khen thưởng
• Huân chương Quân công (hạng Nhì, Ba)
• Huân chương Chiến công hạng Nhì
• Huân chương Chiến thắng (chống Pháp) hạng Ba
• Huân chương Kháng chiến chống Mỹ hạng Nhất
• Huân chương Chiến sĩ vẻ vang (hạng Nhất, Nhì, Ba)
• Huy chương Quân kỳ quyết thắng
• Huy hiệu 40, 50, 60, 65, 70 và 75 năm tuổi Đảng.